# City of Salford
City of Salford er en storbykøbstad i Greater Manchester, England.
Kommunen havde 242.040 indbyggere i 2014. Kommunens største by Salford havde 72.750 indbyggere i 2001, mens administrationsbyen Swinton havde 25.362 indbyggere i 2011.
Kommunen opstod, da en række mindre kommuner blev slået sammen i 1974.
Den største by (Salford) havde fået status som city allerede i 1926. I 1974 blev denne status udvidet til hele den nye kommune. De fleste engelske byer med status som city har en anglikansk domkirke. Under Hungersnøden i Irland 1845-1849 flygtede mange katolske irere til Salford. Byens katolske kirke blev domkirke i 1852. Derimod har Salford ikke nogen anglikansk domkirke.
53°30′35″N 2°20′04″V / 53.5097°N 2.3344°V